# Шешонк II
Шешонк II (Хекакхеперра Сетепенра) — египетский фараон (ок. 890—889 гг. до н. э. либо 887—885 годы) из XXII династии.
Шешонк II — верховный жрец Амона и главнокомандующий южной армией — окружил себя в Фивах большим великолепием, принял царские титулы и настолько увеличил своё могущество, что мог передать сан первого жреца Амона в Фивах своему сыну от своей жены Неситанебташру Харсиесу, не считаясь с мнением верховного владыки.